# キャラメルコーン
キャラメルコーン（caramel corn）は、日本の東ハトがコーングリッツを原料にし1971年から製造販売しているスナック菓子の商品名、またはこれの元になった「ポップコーンにキャラメルをコーティングしたアメリカ合衆国のスナック」の一般名称である。後者のうち日本で発売されているものとしてはジャパンフリトレーが輸入販売しているクラッカー・ジャックがある。

## 東ハト・キャラメルコーン

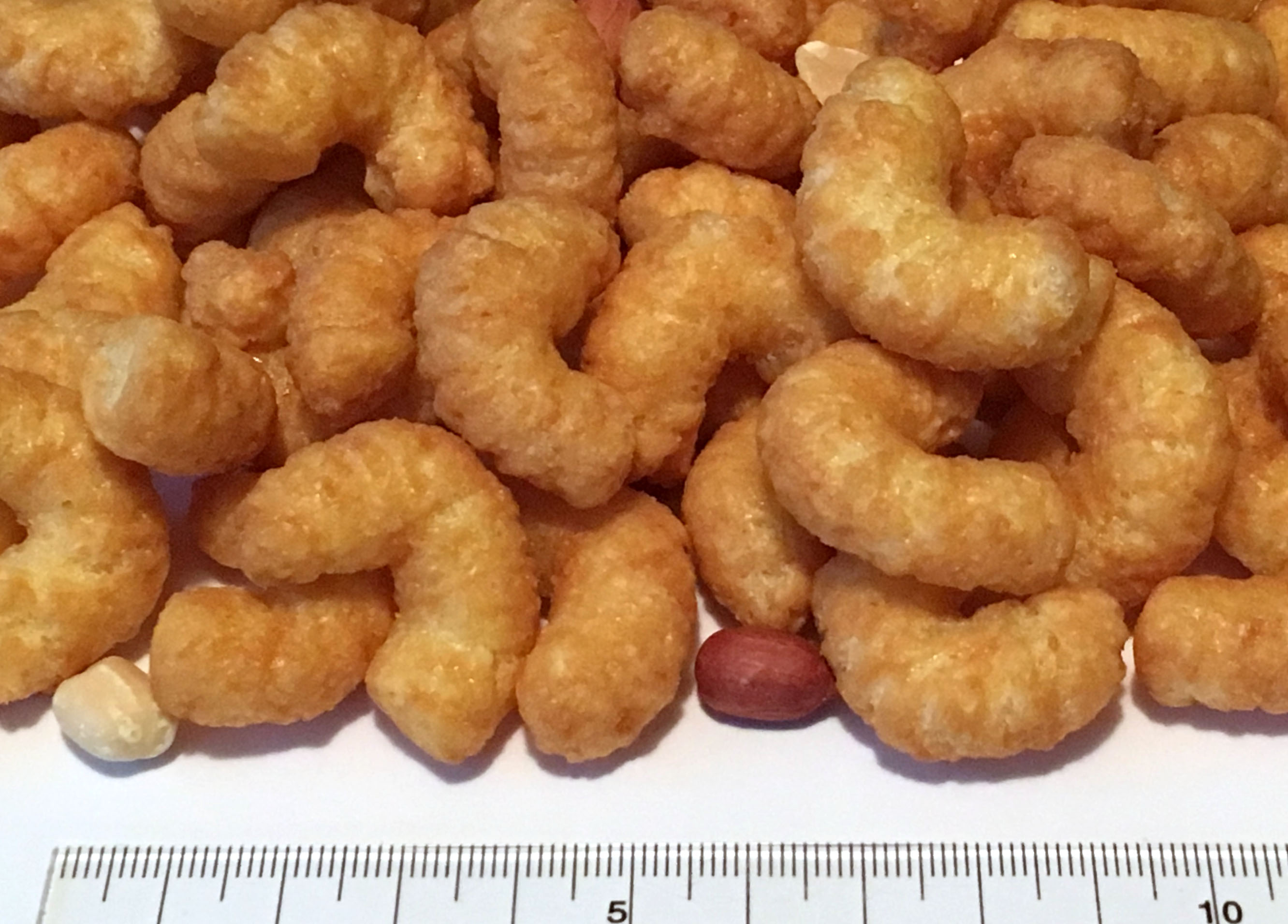

東ハト・キャラメルコーンは、東ハトがコーングリッツを原料にし1971年から製造販売するスナック菓子。オールレーズンと並び、同社のロングセラー商品。
パフ状のスナックに加え、小さなピーナッツが封入されていることが特徴。これは口直しとスナックに甘味を引き立てる塩味をつけやすくするためである。1990年代までテレビCMも放送されていた。1971年の発売当初より長らく続いたパッケージを2003年9月より東ハトCBOで元プロサッカー選手の中田英寿などで構成されるProject Rossoの検討により全体を顔に見立てて、青い瞳をした真っ赤なキャラクターの新デザイン「キャラメル・コーンくん」にリニューアルされた。検討段階では口の中がキャラメルコーン（写真）でいっぱいになっていたが、それだと息苦しさを感じるとの意見が出たため、現在のように上部に隙間を空けた口になっている。パッケージでは、これまでにマンガ家とのコラボで「さくらももこキャラメルコーン」「藤子不二雄Aキャラメルコーン」「池田理代子キャラメルコーン」「手塚プロダクションキャラメルコーン」が発売されている。

### 種類
2003年のリニューアル以降、様々なフレーバーのキャラメルコーンが発売されている。2012年に「ゴルゴ13」の作者であるさいとう・たかをや「ゲゲゲの鬼太郎」の作者である水木しげるら“国民的マンガ家”をイメージした人気菓子「キャラメルコーン」4種類を期間限定で発売されている。その後は人気アニメ・キャラクターを題材としたキャラメルコーンが発売され、これまで、「ハローキティ」、「くまモン」（熊本県サプライズキャラクター）、「妖怪ウォッチ」、「ラブライブ!」をパッケージに起用した。

#### キャラメルコーンシリーズ
- キャラメルコーン
- ビーフカレー味（1970年代）
- コンソメ味（1970年代）
- チーズリング（1970年代）
- コーヒー味（1970年代）
- ピーナッツ味（1970年代）
- バナナパフェ味（1980年代）
- チョコバナナ味（1987年）
- イチゴミルク味
- ローストアーモンド味
- アーモンド味（2003年9月発売、2004年・2005年クリスマス期限定）
- Xチーズ味（2004年6月発売）
- パインヨーグルト味（2004年夏季限定）
- ミルクチョコ味（2004年10月発売、2005年9月リニューアル）
- バニラアイス味（2005年夏季限定）
- マンゴープリン味（2005年夏季限定）
- 抹茶ミルク味（2005年～ 春季限定）
- メープル味（2006年秋季限定）
- ブドウ味（2006年秋季限定）
- 黒糖味（2007年夏季限定）
- ココナッツミルク味（2007年夏季限定）
- 焼きチョコ ビター（2007年11月発売）
- 焼きチョコ
- スイートポテト味（2007年秋季限定）
- 練乳ミルク味（2007年9月発売）
- クリームソーダ味（2008年夏季限定）
- コーヒーフロート味（2008年夏季限定）
- マロン味（2003年～ 秋季限定）
- モモ味
- バナナパフェ
- ホットケーキ味
- コーラ味（2009年夏季限定）
- バニラシェイク味（2009年夏季限定）
- 赤塚不二夫　はちみつバター味（2012年4/2から期間限定）
- 高橋留美子　ミックスベリー味（2012年4/2から期間限定）
- さいとう・たかを　チョコレート味（2012年5/14から期間限定）
- 水木しげる　あずきミルク味（2012年5/14から期間限定）
- Roots コーヒー味（2013年9/23から期間限定）
- 香ばしアーモンド味
- コク深 塩キャラメル味
- クリームブリュレ味
- 塩バニラ味
- わたあめ味（2024年春季限定）[4]
- 七夕（2024年夏季限定・星形のコーンを希少封入）
- 七夕 ソーダ味（2024年夏季限定・星形のコーンを希少封入）

#### カナエルコーンシリーズ
だるまをモチーフにしたパッケージの側面に願い事を書き込むスペースがあり、合格を祈願する受験生のためのキャラメルコーンというキャッチコピーである。2005年12月より発売開始。
- カナエルコーン（中身はキャラメルコーンと同一）
- カナエルコーン・ホワイトミルク味
- カナエルコーン･咲くらんぼ味

#### キャラミニコーンシリーズ
- カフェラテ味（2006年11月発売）
- こがしキャラメル味（2006年8月発売）
- ロイヤルミルクティー（2006年8月発売）

#### 紙製カップタイプ
- ダブル フォンダンショコラ（2003年9月発売）
- ダブル フォンダンショコラ イチゴ味
- ダブル フォンダンショコラ 抹茶味
- コク濃仕立て・ミルク味（2007年3月発売）
- コク濃仕立て・レアチーズケーキ味（2007年6月発売）
- 生キャラメル味（2010年1月発売）

#### 六角形紙製ボックスタイプ
- クランチ　ハニーローストナッツ味
- ダブル　ナッツブレンドチョコレート（2004年2月発売）
- ダブル ホワイトチョコ（2003年冬季限定）
- ダブル　バタースカッチ（2003年9月）

#### 飲料
- キャラメルコーン ラテ（2004年6月発売）

#### 地域限定
- りんご味（信州限定）
- いちごミルク味（栃木限定）
- 沖縄パイン/沖縄黒糖味（沖縄限定）

その他、端午の節句、七夕、ひなまつり、クリスマスの各時期には限定パッケージのキャラメルコーンが発売される。

### プライベートブランド
デイリーヤマザキ系のプライベートブランドである良味100選、および、セブン＆アイホールディングスのセブンプレミアム
の「キャラメルスナック」の製造者が東ハトとなっており、キャラメルコーンと全く同じものであるとされる。

## アメリカ合衆国におけるキャラメルコーン
アメリカ合衆国におけるキャラメル（カラメル）コーンは、ポップコーンに砂糖や糖蜜から作られたキャラメルをコーティングしたスナックである。キャラメルを絡めることで、ポップコーンが甘みを持った歯ごたえのあるスナックとなる。しばしばピーナッツ、ペカン、アーモンド、カシューナッツといったナッツ類と混ぜあわせて提供され、映画館でも定番の一品となっている。

### 歴史
キャラメル化していない甘みでコーンを味付けしたケトルコーン（en:kettle corn）はヨーロッパ諸国によりアメリカ大陸が植民地化されたころから知られていたが、キャラメルで和えた食品の最初期の記録は、1893年のシカゴ万国博覧会で紹介されたクラッカー・ジャックの原型であるCandied Popcorn and Peanutsに遡ることができる。
米国ではFisher's Popcornやen:Nuts on Clarkといったキャラメルコーンを主力商品とする会社に加え、クラッカー・ジャック、en:Fiddle Faddle、en:Lolly Gobble Bliss Bombs、en:Crunch 'n Munch、ヴェルタース オリジナルといった様々な商品が大規模な商業ベースで販売されている。